# Jean-Baptiste Glomy
Jean-Baptiste Glomy, né en 1711 et mort le 23 mai 1786 à Paris, est un expert, monteur de dessins et d’estampes, encadreur, marchand-mercier, dessinateur et graveur français. Ses qualités d'expert et de marchand lui valurent de diriger des ventes d'œuvres d'art, et de participer à la rédaction de catalogues de ventes par l'adjonction de courtes notices.
Il commence son apprentissage en 1729 chez Pierre-Henry Taumiet, marchand-mercier,, c'est probablement dans ce contexte que Glomy a été introduit auprès du célèbre Edme-François Gersaint dont il publiera avec Pierre-Charles-Alexandre Helle, le Catalogue des livres, tableaux, estampes et desseins de feu M. Gersaint (Paris, 1750) à la demande de sa veuve. L'année suivante Glomy et Helle publient le Catalogue raisonné de toutes les pièces qui forment l’œuvre de Rembrandt, premier catalogue raisonné des eaux-fortes de Rembrandt composé par Gersaint dans un manuscrit.
Il a donné son nom à la technique de décoration du verre consistant à dessiner des motifs peints et dorés à l'envers de la surface vitrée, dit verre « églomisé » qu'il a popularisé à Paris au XVIIIe siècle.

## Biographie
Dans son manuscrit Journal des ouvrages, actuellement conservé dans la Frits Lugt collection à la Fondation Custodia de Paris, Jean-Baptiste Glomy a répertorié avec précision ses activités en tant que marchand d'estampes, notamment son installation à son compte propre à partir en juin 1753. Il y fait également figurer le type de montage réalisé sur les estampes, avec la mention notamment des bordures exécutées.  
Patrick Michel évoque la question du niveau d’instruction des marchands d’art, et écrit dans son chapitre cette culture peut être assimilée à celle d’un peintre. Autrement dit, cette culture n’est pas celle d’un lettré, même s’il existe, selon l’auteur, des exceptions comme Gersaint en mentionnant un article dans lequel l’auteur du Journal de Trévoux en donne une explication : il était précisément marchand-mercier et non un peintre. Les inventaires après décès d’un grand nombre de personnalités, comme les marchands-merciers, ne nous permettent pas d’avoir un état des lieux clairs de leurs possessions. Néanmoins, Patrick Michel compare la bibliothèque de Pierre Rémy et celle de Jean-Baptiste Glomy en disant que la bibliothèque du premier était bien plus modeste que celle du second puisqu’il comptait près de trois cent quatre-vingt-quinze volumes qui ont été malheureusement trop sommairement détaillés, où l’on peut identifier quelques ouvrages de littérature, de voyages, ainsi que « quelques rares ouvrages relatifs aux Beaux-Arts : une Description de Versailles, la Description des Arts [l’Encyclopédie ?] et une Vie des peintres Espagnols. »

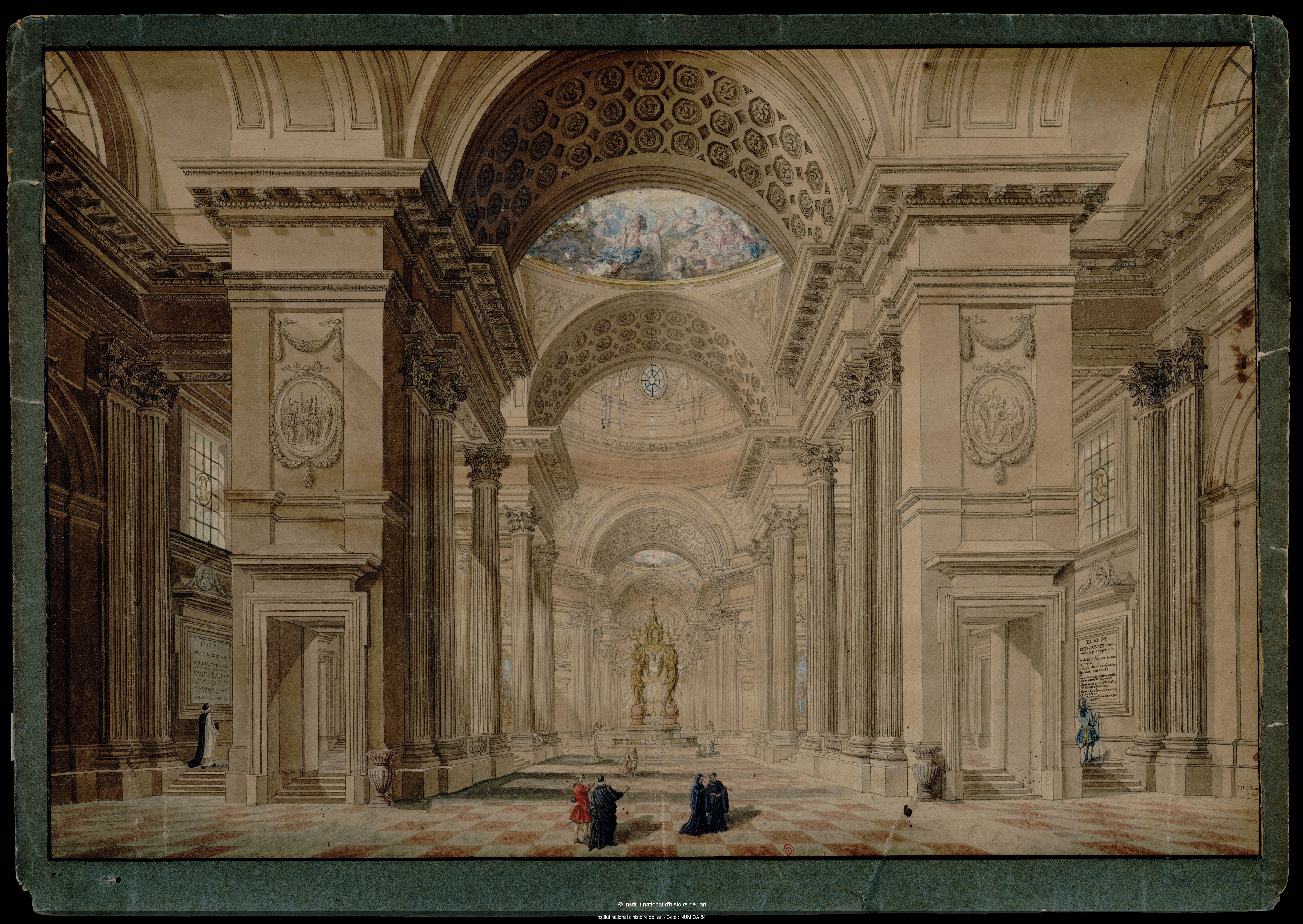
Jean-Baptiste Glomy, Projet pour l'Église Sainte-Geneviève. Intérieur, plume et encre noire, lavis, aquarelle, 39,5 x 59 cm, 1767, Bibliothèque de l'Institut National d'Histoire de l'Art, collections Jacques Doucet, Paris.

## Son activité dans le marché de l'art du XVIIIesiècle
Bien que des querelles opposèrent les peintres avec les marchands-merciers, ces derniers étaient toutefois habilités à « pratiquer le commerce de l’œuvre peinte, comme l’atteste l’article XII de leurs statuts renouvelés du mois de janvier 1613. » Il arrive que les collectionneurs fassent appel au(x) même(s) marchand(s), comme cela est le cas du duc de Tallard qui fit appel à Jacques Pingat mais également à Jean-Baptiste Glomy.
À partir du XVIIe siècle et au XVIIIe siècle, il n’était pas rare de constater des associations de marchands ou, comme l’écrit Patrick Michel, des associations de sociétés contractuelles ou informelles qui peuvent être très fréquentes : des ententes généralement verbales, il est difficile d’en avoir des traces écrites dans les documents d’archives. Pour reprendre le propos de l’auteur : « Ces « sociétés » présentaient en effet deux intérêts majeurs : elles permettaient de diviser l’investissement et donc de répartir les risques, les gains comme les pertes étant partagés en deux parts ou davantage en fonction du nombre de contractants. » Parmi ces associations, Jean-Baptiste Glomy s’associa, de manière éphémère, à Pierre-Charles-Alexandre Helle qui décéda en 1767. S’il n’existe peu de traces de cette association, il est néanmoins possible de retrouver, dans le Catalogue des Tableaux, Desseins, Estampes [...] du Cabinet de Feu M. Bailly de la Tour, dans l’avertissement du catalogue, cette mention à travers un hommage que rendit Glomy à Helle en parlant du fait qu’ils avaient formé une nouvelle société grâce à la confiance qu’Helle témoignait au marchand-mercier. 

## Publications
- Catalogue raisonné de toutes les pièces qui forment l’œuvre de Rembrandt, Paris, Hochereau, 1751.
- Catalogue d'un cabinet de diverses curiosités contenant une collection choisie d'estampes, de desseins, de tableaux et une suite unique de petits portraits... dont plusieurs sont peints sur émail par le célèbre Petitot... [Vente le 27 novembre 1752], par les sieurs Helle et Glomy, Paris, Vve Delormel et fils, 1752.
- Catalogue raisonné des tableaux, sculptures, desseins, estampes, etc. qui composent le cabinet de Tallard par Rémy et Glomy, Paris, 1756.
- Catalogue raisonné des tableaux, dessins et estampes des plus grands maîtres, qui composent le cabinet de feu Monsieur Potier, Paris, Didot, 1757.
- Catalogue raisonné des fossiles, coquilles, minéraux... qui composent le cabinet de feu M. Babault, Paris, Tabari, 1763.
- Catalogue des Tableaux, Desseins, Estampes, Miniatures, Emaux, et autres Curiosités, du Cabinet de Feu M. Bailly de la Tour, Paris, Chez Huart (Libraire), 1767.
- Catalogue d'une collection de desseins et estampes provenant en partie du cabinet de feu M. Lainé, Paris, Delatour, 1776.
- Catalogue raisonné d'antiquités, armes anciennes et des sauvages, quelques tableaux, dessins et estampes, différents morceaux d'histoire naturelle et autres curiosités composant le cabinet de feu M. Picard, Paris, Mérigot, 1779.